# Дамяниця
Дамя́ниця (болг. Дамяница) — село в Благоєвградській області Болгарії. Входить до складу общини Санданський.

## Населення
За даними перепису населення 2011 року у селі проживали 1312 осіб.
Національний склад населення села:
| Національність   | Кількість осіб | Відсоток |
| ---------------- | -------------- | -------- |
| болгари          | 1180           | 91,2%    |
| цигани           | 105            | 8,1%     |
| інша             | 5              | 0,4%     |
| Всього відповіли | 1294           |          |

Розподіл населення за віком у 2011 році:
Динаміка населення: